# Tapethok
Tapethok (en népalais : तापेथोक) est un comité de développement villageois du Népal situé dans le district de Taplejung. Au recensement de 2011, il comptait 1 460 habitants.